# Anastoechus hyrcanus
Anastoechus hyrcanus är en tvåvingeart som först beskrevs av Peter Simon Pallas och Christian Rudolph Wilhelm Wiedemann 1818.  Anastoechus hyrcanus ingår i släktet Anastoechus och familjen svävflugor. Inga underarter finns listade i Catalogue of Life.